# Bulo Bulo
Bulo Bulo es una localidad boliviana perteneciente al municipio de Entre Ríos, ubicado en la Provincia Carrasco del departamento de Cochabamba. En cuanto a distancia, Bulo Bulo se encuentra a 286 km de la ciudad de Cochabamba, la capital departamental, y a 191 km de Santa Cruz de la Sierra. La localidad forma parte de la Ruta Nacional 4 de Bolivia.  
Según el último censo de 2012 realizado por el Instituto Nacional de Estadística de Bolivia (INE), la localidad cuenta con una población de 3.786 habitantes y está situada a 242 metros sobre el nivel del mar.
Bulo Bulo es una localidad cochabambina fronteriza con el departamento de Santa Cruz y es el primer punto poblacional de ingreso al Departamento de Cochabamba desde Santa Cruz.

## Demografía

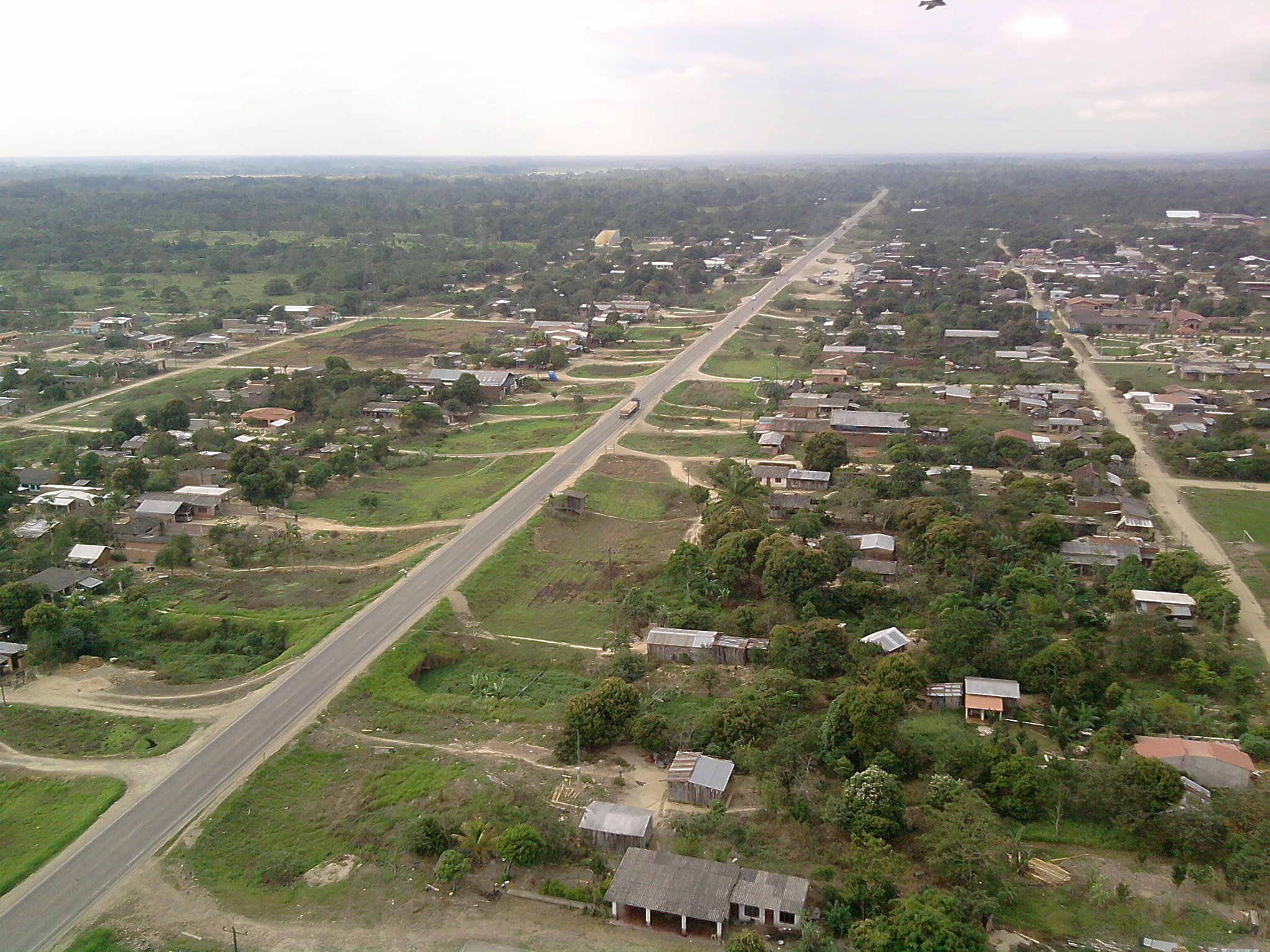
Vista de Bulo Bulo.

### Población
| Año | Habitantes | Fuente                  |
| --- | ---------- | ----------------------- |
| 1992 | 1370       | Censo boliviano de 1992 |
| 2001 | 2389       | Censo boliviano de 2001 |
| 2012 | 3786       | Censo boliviano de 2012 |
| Nota 1: El Instituto Nacional de Estadística de Bolivia considera como ciudad a poblaciones a partir de los 2000 habitantes |            |                         |

## Economía
En las afueras de la localidad se encuentra ubicada la planta de amoniaco y urea de Bulo Bulo, perteneciente a la empresa estatal YPFB. Esta planta tuvo una inversión de 953 millones de dólares y tiene una capacidad instalada de 2.100 toneladas métricas por día (TMD) de urea.

## Transporte
Bulo Bulo se encuentra a 285 kilómetros por carretera al este de Cochabamba, la capital departamental.
La ruta troncal Ruta 4 de 1.657 kilómetros pasa por Bulo Bulo, que atraviesa el país desde Tambo Quemado en la frontera con Chile en el oeste hasta Puerto Suárez en la frontera con Brasil. Desde Cochabamba se puede llegar a Bulo Bulo vía Villa Tunari, Chimoré, Ivirgarzama y Entre Ríos. Luego, la carretera cruza el río Ichilo tres kilómetros al este de Bulo Bulo cerca de Puerto Grether y continúa hasta Warnes y Santa Cruz de la Sierra.